# Jassans-Riottier
Jassans-Riottier è un comune francese di 6 355 abitanti situato nel dipartimento dell'Ain, nella regione dell'Alvernia-Rodano-Alpi.

## Storia

### Simboli
Lo stemma è stato adottato con delibera del consiglio comunale del 18 decembre 1975.

## Società

### Evoluzione demografica
Abitanti censiti